# Ганс Іберсбергер
Ганс Іберсбергер (1877–1962) — австрійський історик, професор Віденського, Бреславського і Берлінського університетів, директор Інституту історії Східної Європи.
Присвятив у «Neue Freie Presse» дуже прихильну до України статтю і тим перспективам, які розкривалися після укладання миру. «Pester Lloyd» писав: «Першим народом, який має щастя вийти з міжнародних боїв, є давня і славна, з великою історичною традицією, українська нація… Народи австро-угорської монархії сердечно вітають український народ, першим ділом котрого було по відновленні нав'язаної до славної минувшини самостійної державності заключення миру»